# Задарський собор
Задарський кафедральний собор св. Анастасії (хорв. Zadarska katedrala sv. Stošije) — католицький собор у місті Задарі, Хорватія. Кафедральний собор Задарської архідієцезії, дуже цінна історико-архітектурна пам'ятка романської доби ХІІ—ХІІІ століть. Освячений в ім'я святої Анастасії. Це найбільший храм Далмації, один із 7-ми хорватських соборів, що носять почесний титул «мала базиліка». Собор Святої Анастасії у Задарі і розташований поруч з ним палац єпископа претендують на включення до списку Світової спадщини ЮНЕСКО.
Собор розташований у середмісті Задара. 

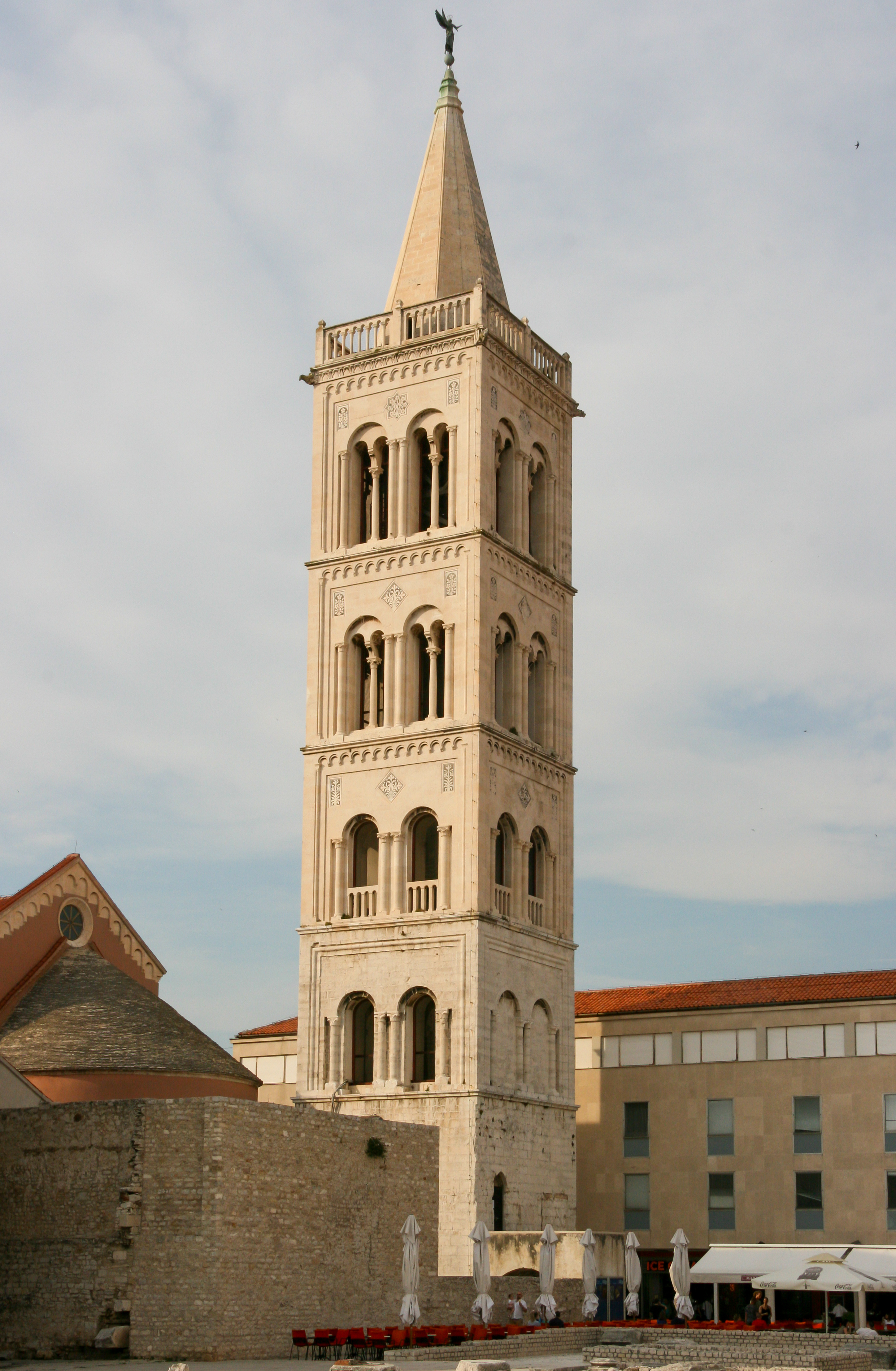
Дзвіниця собору

Головна святиня Загребської катедри — релікварій з мощами святої Анастасії. Вівтар храму виконаний у стилі бароко, в бічних апсидах собору збереглися фрески XIII століття.

## Історія
На місці Задарського собору стояла ранньохристиянська базиліка IV століття. Після того як у IX столітті задарський єпископ отримав у подарунок від візантійського імператора Никифора I частку мощей святої Анастасії, церкву було висвячено на її честь. 
Теперішня культова споруда була побудована в XII—XIII століттях у романському стилі. Ще незавершену будівлю собору було значною мірою зруйновано під час облоги Задара (Зари) хрестоносцями у 4-му хрестовому поході (1202). Усе XIII століття тривало відновлення й добудова церкви. 
Дзвіниця задарського собору святої Анастасії є пізнішою за часом будівництва — її зводили у XV—XVIII століттях.
9 червня 2003 року Задарський кафедральний собор відвідав Папа Римський Іван-Павло II.

## Виноски
1. ↑  Сайт ЮНЕСКО. Архів оригіналу за 24 грудня 2014. Процитовано 28 червня 2011.
2. ↑  Константин Багрянородный. Об управлении империей. Комментарии. Архів оригіналу за 17 травня 2005. Процитовано 28 червня 2011.